# Przypon

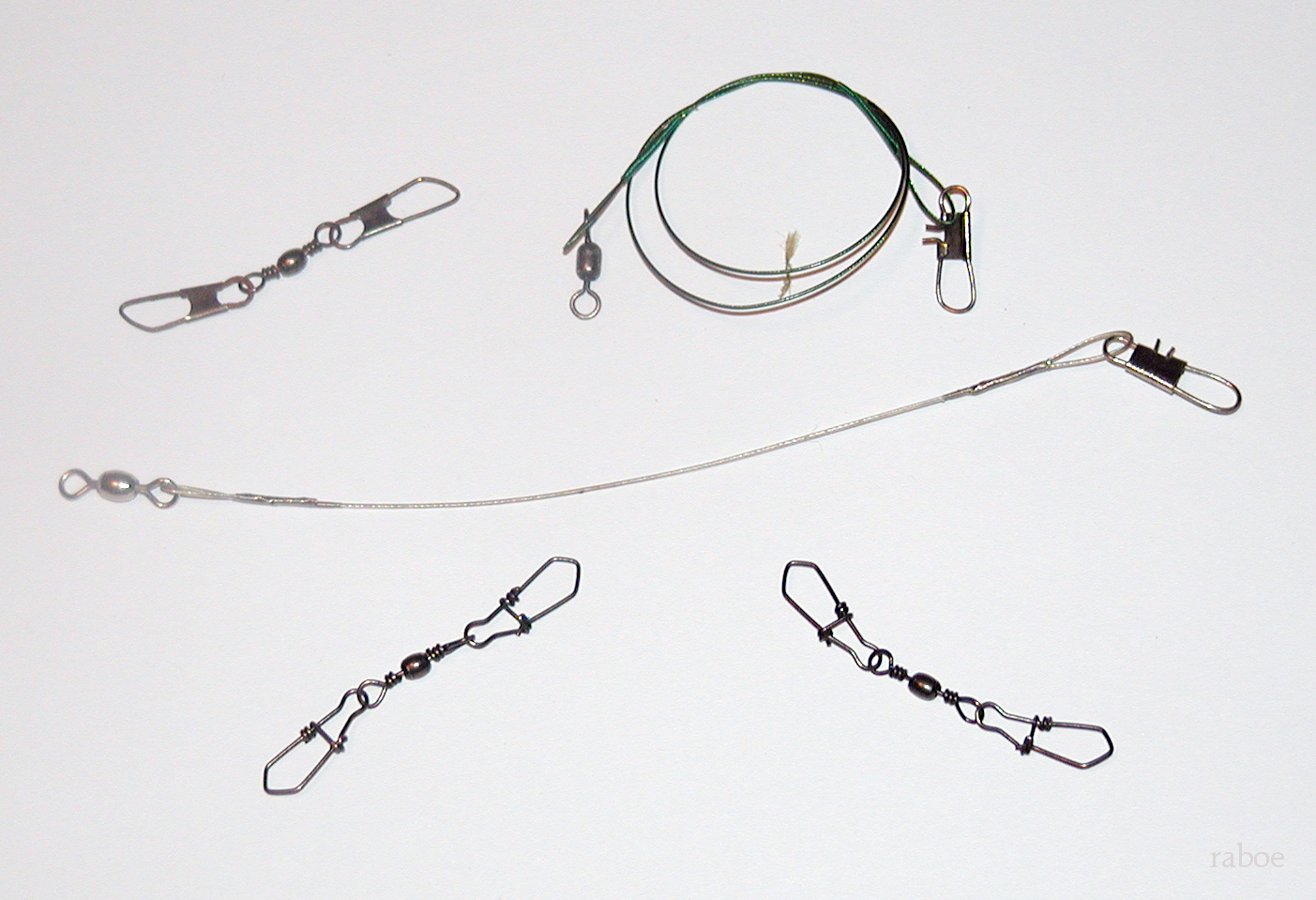
Przypon stalowy do błystek.

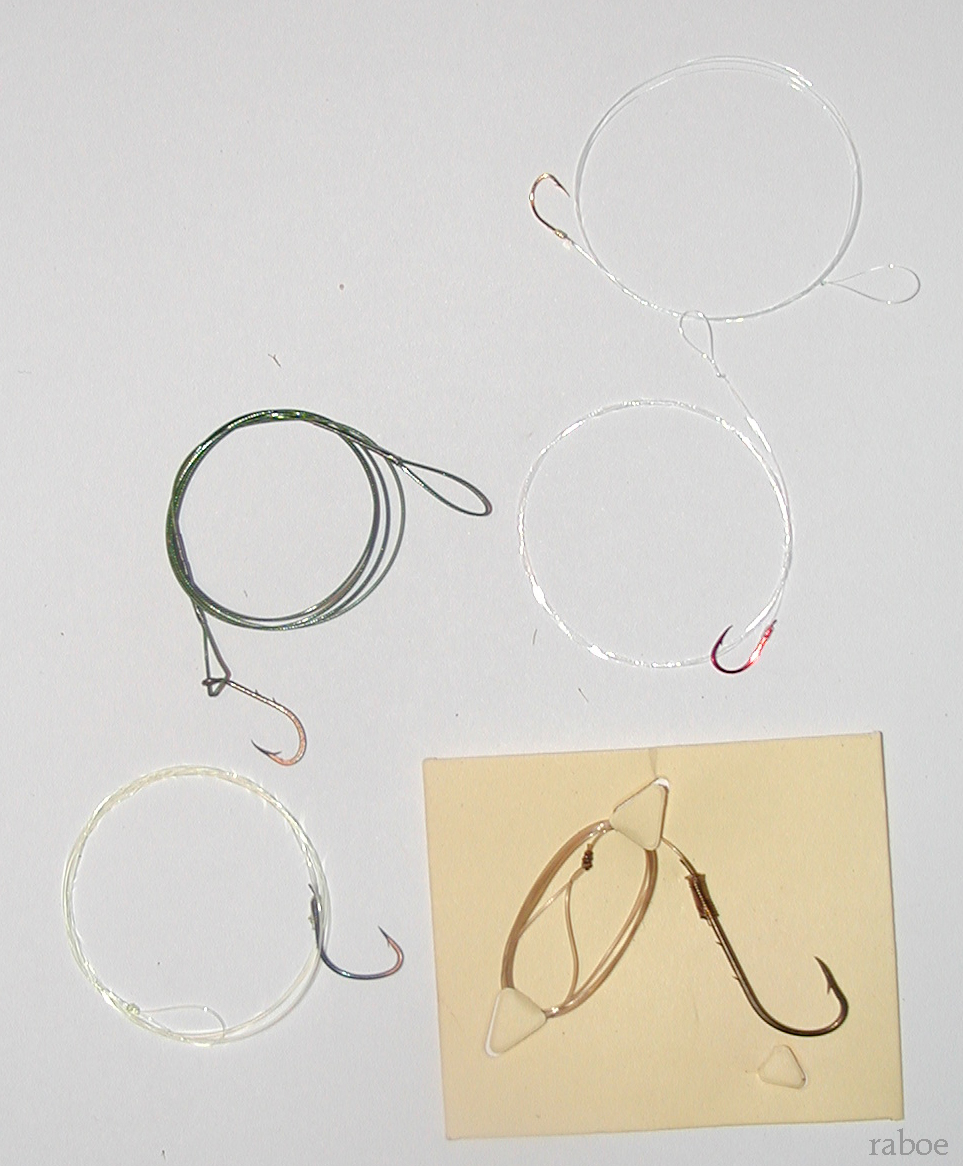
Przypony z żyłek nylonowych.

Przypon – odcinek żyłki lub plecionki używanej w wędkarstwie, służąca do 
połączenia haczyka, kotwiczki, sztucznej przynęty, ciężarka albo kombinacji tych elementów z żyłką główną. Przypon stosuje się w wędkarstwie spławikowym w celu zmniejszenia średnicy i sztywności (a zatem i wykrywalności) tej części zestawu wędkowego, który ryba może ujrzeć lub wyczuć dotykiem. Natomiast w wędkarstwie spinningowym i trollingu przypon zakłada się w celu uniknięcia obcięcia zestawu przez drapieżnika (np. szczupaka, barrakudę), toteż jest wykonany najczęściej z metalu i stopów metali (np. wolframu, tytanu, stali) lub fluorokarbonu i jest grubszy niż linka główna (żyłka lub plecionka). Miękki i cienki przypon pozwala również na podanie przynęty w sposób bardziej zbliżony do jej naturalnego zachowania się. Ponieważ przypon jest zwykle najsłabszym elementem zestawu wędkowego, stosowany jest również po to, by uniknąć utraty żyłki głównej w następstwie zaczepu. W szczególnych przypadkach (np. w wędkarstwie muchowym i gruntowym) stosuje się odgałęzienie przyponu, tzw. przypon boczny, zwany również trokiem, w celu uwiązania dodatkowej przynęty lub obciążenia.